# Gashina
《Gashina》（韓語：가시나）為韓國歌手宣美的第二張個人單曲，此單曲由MakeUS娛樂在2017年8月22日發行。

## 發行背景
2017年7月，宣美所屬社MakeUS娛樂對外表示宣美正在積極準備回歸樂壇，預期在8月22日發布睽違三年的Solo專輯。8月10日，宣美發布了第一個預告，確定新曲名稱為《Gashina》，此次回歸與YG娛樂製作人Teddy合作並將親自作詞。13日，MakeUS娛樂釋出了美的回歸概念照，在概念照當中展現了宣美的信心，並且引起粉絲的關注。18日，MakeUS娛樂釋出宣美新曲《Gashina》的音樂錄影帶預告，宣美在預告當中喝了奶昔並跳舞，音樂錄影帶當中預告此次的作品將會結合雷鬼音樂的曲風。

## 歌詞
「가시나」在韓語中有不同的意思，而這些不同的意思都有應用在此部作品。
- 「가시」在韓語代表「花刺」，「가시나」則指的是「美麗的花朵」[8]。
- 「가시나」可以用來做韓語「갔니」的縮寫，指的是「要走了嗎？」[9]。
- 「가시나」在慶尚方言的意思等同於首爾標準語的「아가씨」，指的是小姐、丫頭[10][11]。

## 舞蹈
8月24日，宣美與金請夏一同參與《一週的偶像》的錄製，在節目錄製時宣美展現了2倍速的《Gashina》舞蹈，在進行舞蹈的過程當中，宣美將複雜帥氣的手部動作、靈動表情都做到十分到位。8月30日，MakeUS娛樂釋出宣美新曲《Gashina》的練習室版本。此次《Gashina》舞蹈是由1MILLION DANCE STUDIO的編舞家Lia Kim創作。

## 發行及銷售
8月22日，在《Gashina》釋出音源後，迅速在 Genie、Bugs及Olleh Music實時榜獲得第一名，同時也分別在Naver Music與Melon獲得第五名的成績，宣美針對睽違三年的回歸在實時榜的成績表示感到喜極而泣並感謝粉絲仍然支持她的回歸。而《Gashina》也在8月30日入圍Billboard世界單曲銷售榜並獲得第三名。

### 發行紀錄
| 單曲         | 日期          | 形式     | 發行公司                        |
| ------------ | ------------- | -------- | ------------------------------- |
| 《Gashina 》 | 2017年8月22日 | 數位下載 | MakeUS Entertainment、Kakao娛樂 |
| 《Gashina 》 | 2017年8月28日 | CD       | Kakao娛樂                       |

### 排行與銷量
| 榜單名稱（2017年）      | 最高排名 |
| ----------------------- | -------- |
| Gaon数字榜              | 1        |
| Gaon每週流動榜          | 2        |
| Gaon單曲下載榜          | 1        |
| Billboard世界單曲銷售榜 | 3        |

| 國家          | 最終銷量  |
| ------------- | --------- |
| 韓國 （數位） | 1,190,389 |